# Kietlice (Węgorzewo)
Kietlice (deutsch Kittlitz) ist ein Ort in der polnischen Woiwodschaft Ermland-Masuren, der zur Stadt- und Landgemeinde Węgorzewo (Angerburg) im Powiat Węgorzewski (Kreis Angerburg) gehört.

## Geographische Lage
Kietlice liegt am Westufer des Mauersees (polnisch Jezioro Mamry) im Nordosten der Woiwodschaft Ermland-Masuren. Bis zur Kreisstadt Węgorzewo (Angerburg) sind es neun Kilometer in nordöstlicher Richtung.

## Geschichte
Das bis nach 1572 Groß Mauer, bis nach 1785 Kicklitz genannte kleine Dorf war ursprünglich ein Vorwerk, lag es doch nur zwei Kilometer südöstlich des Gutes Stobben (polnisch Pniewo), zu dessen Gutsbezirk es bis 1928 gehörte. Am 17. Oktober 1928 schloss sich Stobben mit den Nachbarorten zur neuen Landgemeinde Steinort (polnisch Sztynort) zusammen, die bis 1945 zum Kreis Angerburg im Regierungsbezirk Gumbinnen der preußischen Provinz Ostpreußen gehörte.
Von Kittlitz aus war noch im 16. Jahrhundert und vor dem Aufstauen des Mauersees der im Osten liegende Uferort Kehlen (polnisch Kal) zu Fuß erreichbar.
Im Jahre 1945 kam Kittlitz zusammen mit dem südlichen Ostpreußen in Kriegsfolge zu Polen und trägt seitdem die polnische Namensform „Kietlice“. Heute ist es eine Ortschaft im Verbund der Stadt- und Landgemeinde Węgorzewo im Powiat Węgorzewski, vor 1998 zur Woiwodschaft Suwałki, seither zur Woiwodschaft Ermland-Masuren zugehörig.

## Religionen
Kittlitz war bis 1945 in die evangelische Kirche Rosengarten in der Kirchenprovinz Ostpreußen der Kirche der Altpreußischen Union und in die katholische Kirche Zum Guten Hirten in Angerburg im damaligen Bistum Ermland eingepfarrt. 
Heute gehört Kietlice zur katholischen Pfarrei in Radzieje im jetzigen Bistum Ełk (Lyck) der Römisch-katholischen Kirche in Polen bzw. zur evangelischen Kirchengemeinde in Węgorzewo, einer Filialgemeinde der Pfarrei in Giżycko (Lötzen) in der Diözese Masuren der Evangelisch-Augsburgischen Kirche in Polen.

## Verkehr
Kietlice ist nur auf dem Landweg von Pniewo (Stobben) aus zu erreichen. Die nächste Bahnstation ist Kamionek Wielki (bis 1928 „Groß Steinort“, danach bis 1945  „Steinort“ genannt) an der allerdings nicht mehr regulär betriebenen Bahnstrecke Kętrzyn–Węgorzewo (Rastenburg–Angerburg).